# Gare de Chorges
Gare de Chorges vasútállomás Franciaországban, Chorges településen.

## Vasútvonalak
Az állomást az alábbi vasútvonalak érintik:
- Veynes–Briançon-vasútvonal

## Kapcsolódó állomások
A vasútállomáshoz az alábbi állomások vannak a legközelebb:
- Gare de Gap
- Gare d’Embrun